# جرارد کیچن اونیل

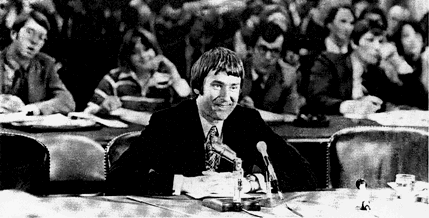
اونیل در برابر کمیته فرعی سنا در تاریخ ۱۹ ژانویه ۱۹۷۶

جرارد کیچن اونیل (به انگلیسی: Gerard Kitchen ONeill) (زاده ۶ فوریه ۱۹۲۷ – درگذشته ۲۷ آوریل ۱۹۹۲) فیزیک‌دان و فعال در زمینه هوافضا بود. کیچن به عنوان عضوی از هیئت علمی دانشگاه پرینستون، وسیله‌ای را به نام حلقه ذخیره‌سازی ذره برای آزمایش‌های فیزیکی با انرژی بالا، اختراع کرد. بعدها، او پرتاب کننده مغناطیسی را که نامش محرک جرم بود، اختراع نمود.
در سال ۱۹۷۰، طرحی را برای ساختن شهرک‌های انسانی در فضا که شامل طراحی محل سکونت نیز می‌شد و به سیلندر اونیل معروف است، ارائه داد. وی مؤسسه مطالعات فضایی را تأسیس کرد. این مؤسسه بودجه خود را به پژوهش دربارهٔ ساخت لوازم فضایی و مهاجرت به فضا اختصاص داده بود.